# Fireball (album)
Pour les articles homonymes, voir Fireball.
Albums de Deep Purple
In Rock
(1970) Machine Head
(1972)
Singles
1. "Strange Kind of Woman"
Sortie : février 1971
2. "Fireball"
Sortie : octobre 1971

Fireball est le cinquième album studio du groupe de hard rock britannique Deep Purple, sorti en juillet 1971 en Amérique du Nord et en septembre 1971 en Europe. Il s'agit du second album studio produit par la formation "Mark II" du groupe.

## Historique
La préparation et composition de l'album se fait en partie dans un manoir, The Hermitage, situé dans le Comté du Devon à Welcombe. Mais, selon Roger Glover, à part Strange Kind of Woman, il ne reste que Slowtrain et Freedom de ces séances. Ces deux titres ne feront leur apparition que dans les titres bonus de la réédition 1996.
L'enregistrement de l'album se fait sur une longue période allant de septembre 1970 à juin 1971, les séances studios étant constamment entre-coupées par des concerts où des tournées. Il se fait à Londres dans les studios De Lane Lea et Olympic.
C'est ainsi que, sous la pression de son management, Deep Purple sort le single Strange Kind of Woman dès février 1971, cinq mois avant la sortie de l'album. Avec succès puisqu'il se classe à la 8e place des charts britanniques.
Sur les versions de l'album sorties aux États-Unis et au Japon, Strange Kind of Woman est incluse à la place de Demon's Eye.
À partir de cet album, Ritchie Blackmore abandonne définitivement sa Gibson ES-335 pour jouer uniquement sur une Fender Stratocaster.
Un deuxième single, Fireball, sort en octobre 1971 et se classe à la 15e place dans les charts du Royaume-Uni.
L'album est le premier du groupe à atteindre la première place des charts britanniques. Aux États-Unis il se classe 32e au Billboard 200
La chanson Fireball est l'une des deux seules du groupe à comprendre un solo de basse, la 2e étant Pictures of home.
Le titre The Mule fait référence au personnage le Mulet du roman d'Isaac Asimov : Fondation et Empire.

## Titres
Toutes les chansons sont signées par Ritchie Blackmore, Ian Gillan, Roger Glover, Jon Lord et Ian Paice sauf indications.

### Version européenne

#### Face 1
1. Fireball – 3 min 25 s
2. No No No – 6 min 54 s
3. Demon's Eye – 5 min 19 s
4. Anyone's Daughter – 4 min 43 s

#### Face 2
1. The Mule – 5 min 23 s
2. Fools – 8 min 21 s
3. No One Came – 6 min 28 s

### Version États-Unis, Canada et Japon

#### Face 1
1. Fireball - 3 min 25 s
2. No No No - 6 min 54 s
3. Strange Kind of Woman - 4 min 07 s
4. Anyone's Daughter - 4 min 43 s

#### Face 2
1. The Mule - 5 min 23 s
2. Fools - 8 min 21 s
3. No One Came - 6 min 28 s

### Titres bonus (1996)
1. Strange Kind of Woman (A-side remix '96) – 4 min 07 s
2. I'm Alone (single B-side) – 3 min 08 s
3. Freedom (album out-take) – 3 min 37 s
4. Slow Train (album out-take – 5 min 38 s
5. Demon's Eye (remix '96) – 6 min 13 s
6. The Noise Abatement Society Tapes (arrangements par Deep Purple)– 4 min 17 s
  1. Moscow Nights (Soloviov-Sedoï / Matusovski)
  2. Robin Hood (Sigman)
  3. William Tell (trad.)
7. Fireball (take 1 - instrumental) – 4 min 09 s
8. Backwards Piano – 56 s
9. No One Came (remix '96)– 6 min 24 s

## Musiciens
- Ritchie Blackmore: guitare
- Ian Gillan : chant
- Roger Glover : basse
- Jon Lord : orgue Hammond B3, piano
- Ian Paice : batterie, percussions

## Charts et certifications
| Pays        | Durée du classement | Meilleur classement |
| ----------- | ------------------- | ------------------- |
| Allemagne   | 12 semaines         | 1er                 |
| Australie   | 15 semaines         | 4e                  |
| Canada      | 17 semaines         | 24e                 |
| États-Unis  | 18 semaines         | 32e                 |
| France      | 4 semaines          | 3e                  |
| Italie      | -                   | 3e                  |
| Norvège     | 23 semaines         | 2e                  |
| Pays-Bas    | 9 semaines          | 3e                  |
| Royaume-Uni | 25 semaines         | 1er                 |

| Pays       | Certification | Ventes    | Date       |
| ---------- | ------------- | --------- | ---------- |
| États-Unis | Or            | 500 000 + | 26/07/2001 |
| Pays-Bas   | Or            | 50 000 +  | 2002       |

### Charts singles
| Date | Single                | Chart             | Durée du classement | Position |
| ---- | --------------------- | ----------------- | ------------------- | -------- |
| 1971 | Fireball              | Single Top 100    | 23 semaines         | 19e      |
| 1971 | Fireball              | Mega Top 50       | 13 semaines         | 15e      |
| 1971 | Fireball              | UK Singles Chart  | 3 semaines          | 24e      |
| 1971 | Strange Kind of Woman | Single Top 100    | 16 semaines         | 8e       |
| 1971 | Strange Kind of Woman | Ö3 Austria Top 40 | 4 semaines          | 14e      |
| 1971 | Strange Kind of Woman | (W) Ultratop      | 7 semaines          | 27e      |
| 1971 | Strange Kind of Woman | UK Singles Chart  | 12 semaines         | 8e       |